# Panetela tenella
Panetela tenella är en kräftdjursart som först beskrevs av Yakov Avadievich Birstein1963.  Panetela tenella ingår i släktet Panetela och familjen Nannoniscidae. Inga underarter finns listade i Catalogue of Life.